# 크로멤코 사이클롭스
1975년 크로멤코가 출시한 크로멤코 사이클롭스(Cromemco Cyclops)는 디지털 금속 산화물 반도체 (MOS) 이미지 센서를 사용한 최초의 상업용 완전 디지털 카메라이다. 또한 마이크로컴퓨터에 연결된 최초의 디지털 카메라이기도 하다. 이 카메라의 디지털 센서는 32 × 32 픽셀 (0.001 메가픽셀)의 해상도를 제공하는 수정된 1 kb DRAM 메모리 칩이었다.

## 배경

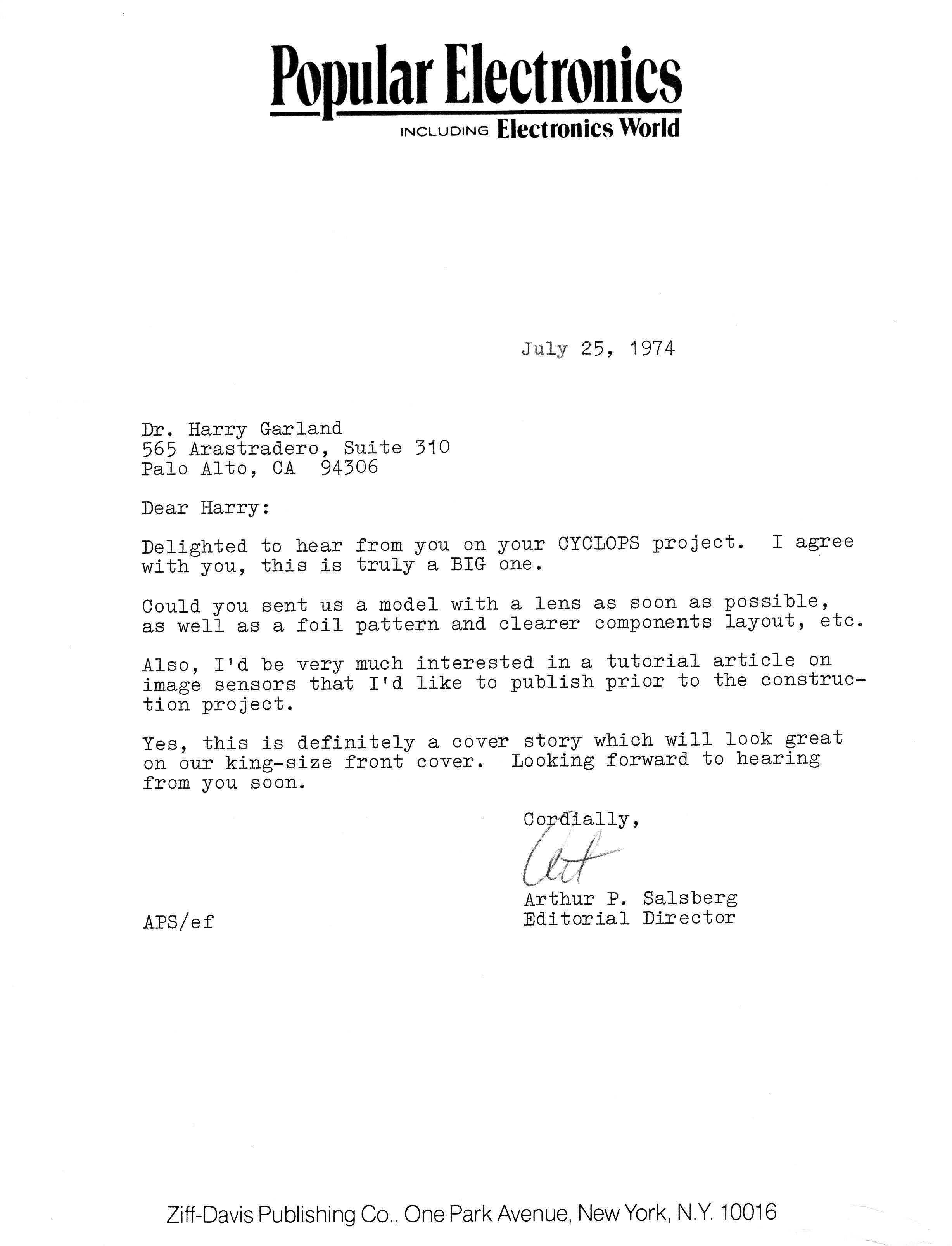
1974년 7월 25일자 파퓰러 일렉트로닉스의 사이클롭스 카메라 프로젝트 표지 기사에 관한 서신.

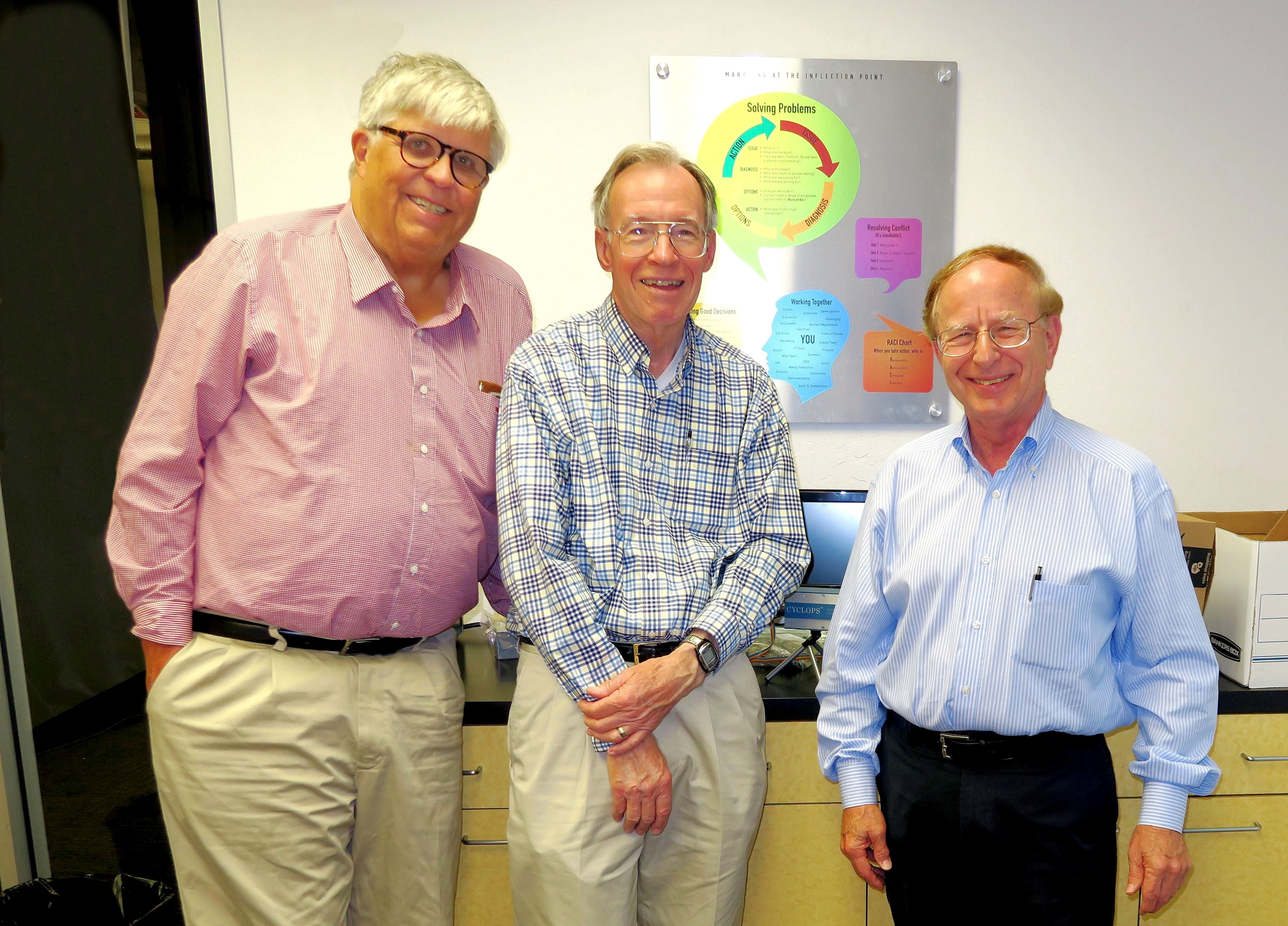
로저 멜렌, 테리 워커, 해리 갈랜드 (2017년 모습)는 1975년 파퓰러 일렉트로닉스에 사이클롭스 기사를 공동 집필했다.

사이클롭스 카메라는 테리 워커, 해리 갈랜드, 로저 멜렌이 개발했으며, 1975년 2월 파퓰러 일렉트로닉스 잡지에 아마추어 제작 프로젝트로 소개되었다.

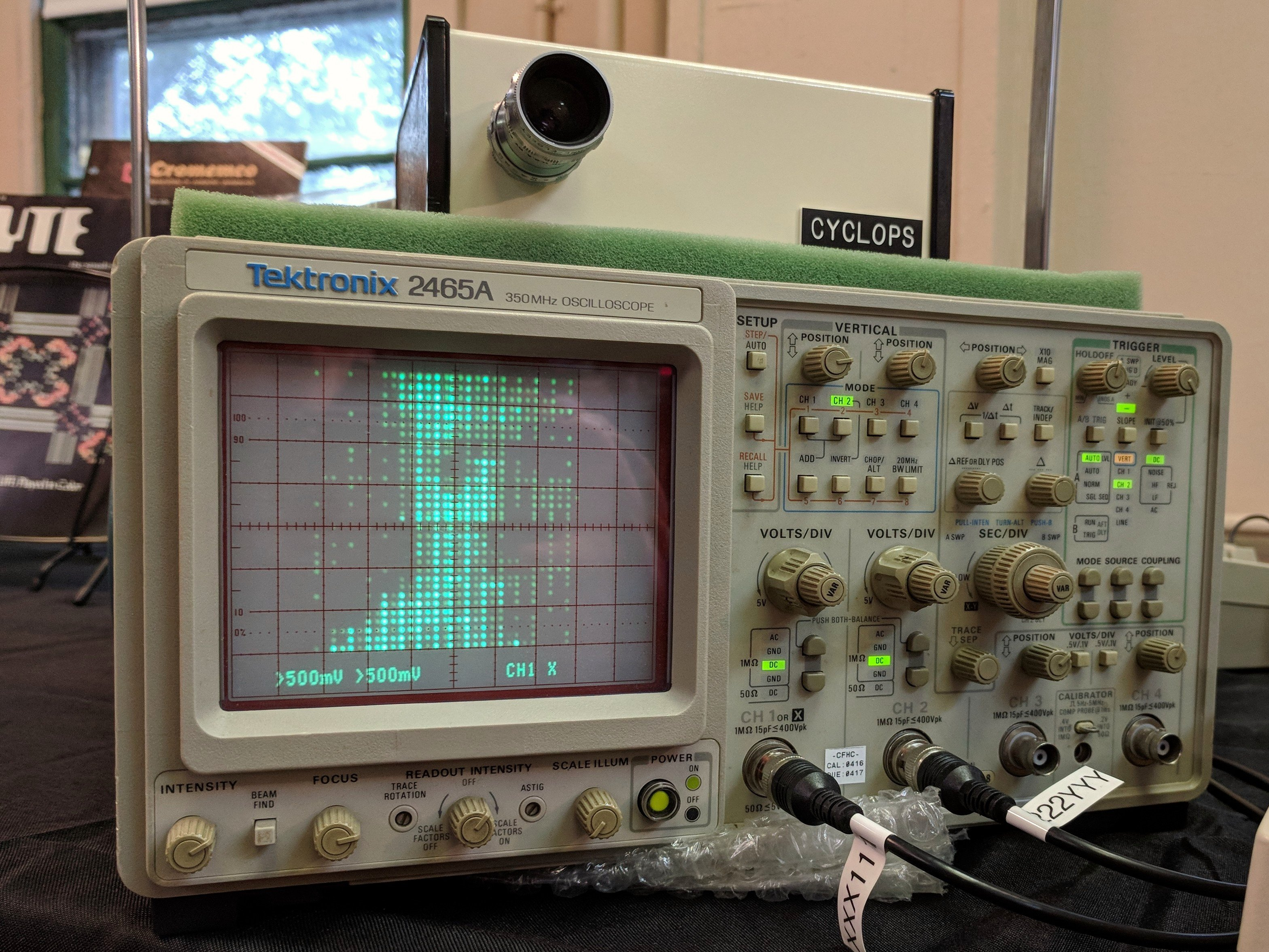
사이클롭스 카메라에서 출력된 32x32 이미지가 XY 모드의 오실로스코프에 표시됨

한 달 전, 앨테어 8800 마이크로컴퓨터가 같은 잡지에 소개되었다. 파퓰러 일렉트로닉스의 기술 편집자 레스 솔로몬은 사이클롭스를 앨테어에 연결하는 것의 가치를 보고, 로저 멜렌 (사이클롭스의 공동 개발자)을 에드 로버츠 (MITS 사장)와 연락시켜 협력을 논의하게 했다.
로저 멜렌은 뉴멕시코주 앨버커키에 있는 MITS 본사에서 에드 로버츠를 만났다. 로버츠는 멜렌에게 사이클롭스를 앨테어에 연결하도록 권장하며, 그와 그의 동료들이 이 프로젝트를 시작할 수 있도록 초기 앨테어 컴퓨터를 보내주겠다고 약속했다.
로저 멜렌은 해리 갈랜드와 파트너십을 맺고 사이클롭스 카메라와 앨테어 컴퓨터용 다른 제품들을 생산했다. 그들은 스탠포드 대학교 기숙사(크로더스 기념관)의 이름을 따서 새로운 벤처 기업을 "크로멤코"라고 명명했는데, 그곳에서 그들 둘 다 대학원생으로 살았다. 1976년 1월 MITS는 크로멤코 사이클롭스 카메라를 앨테어 컴퓨터의 첫 번째 주변 기기로 출시했다.

## 기술

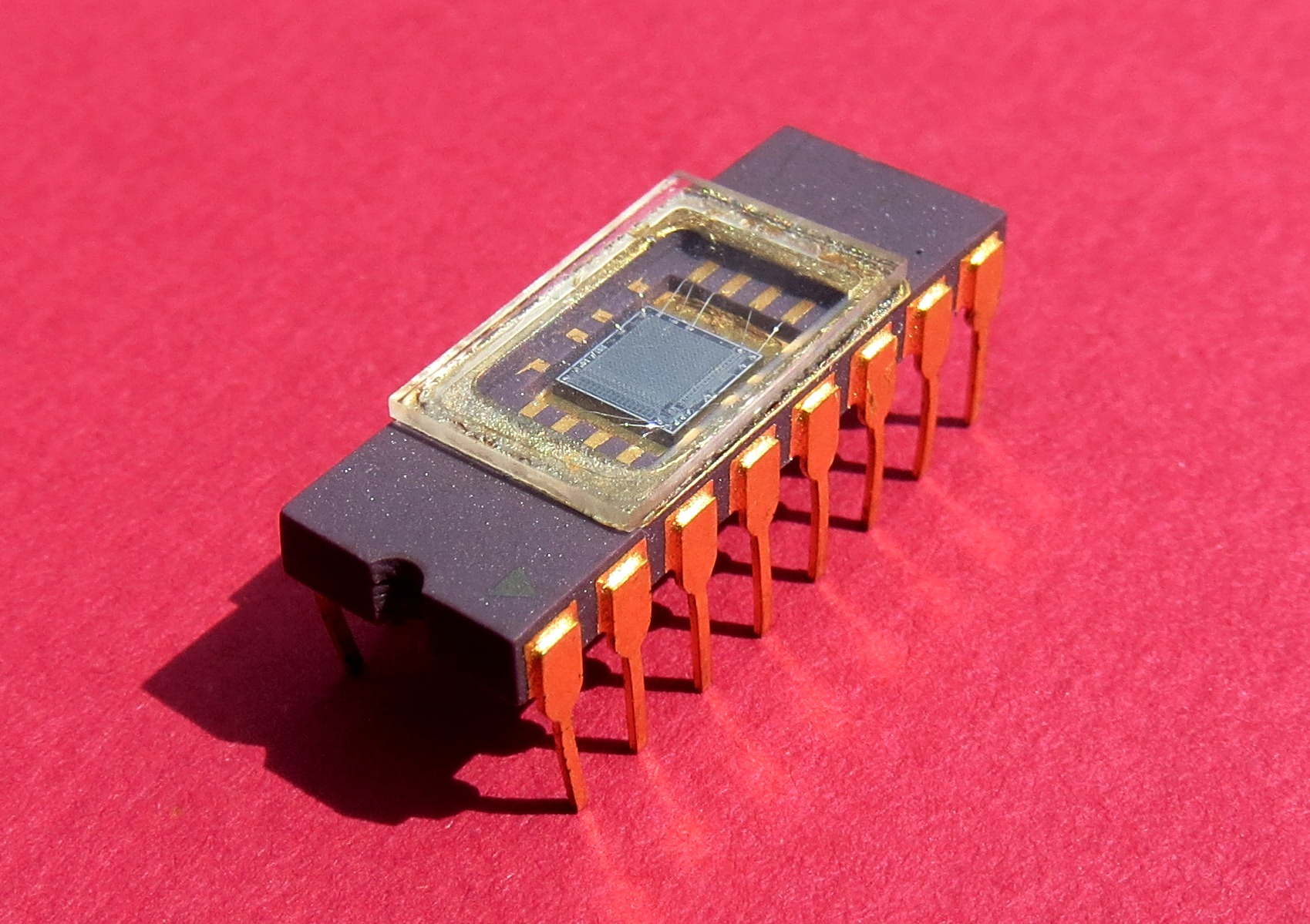
사이클롭스 카메라에 사용된 크로멤코 1024-요소 이미지 센서.

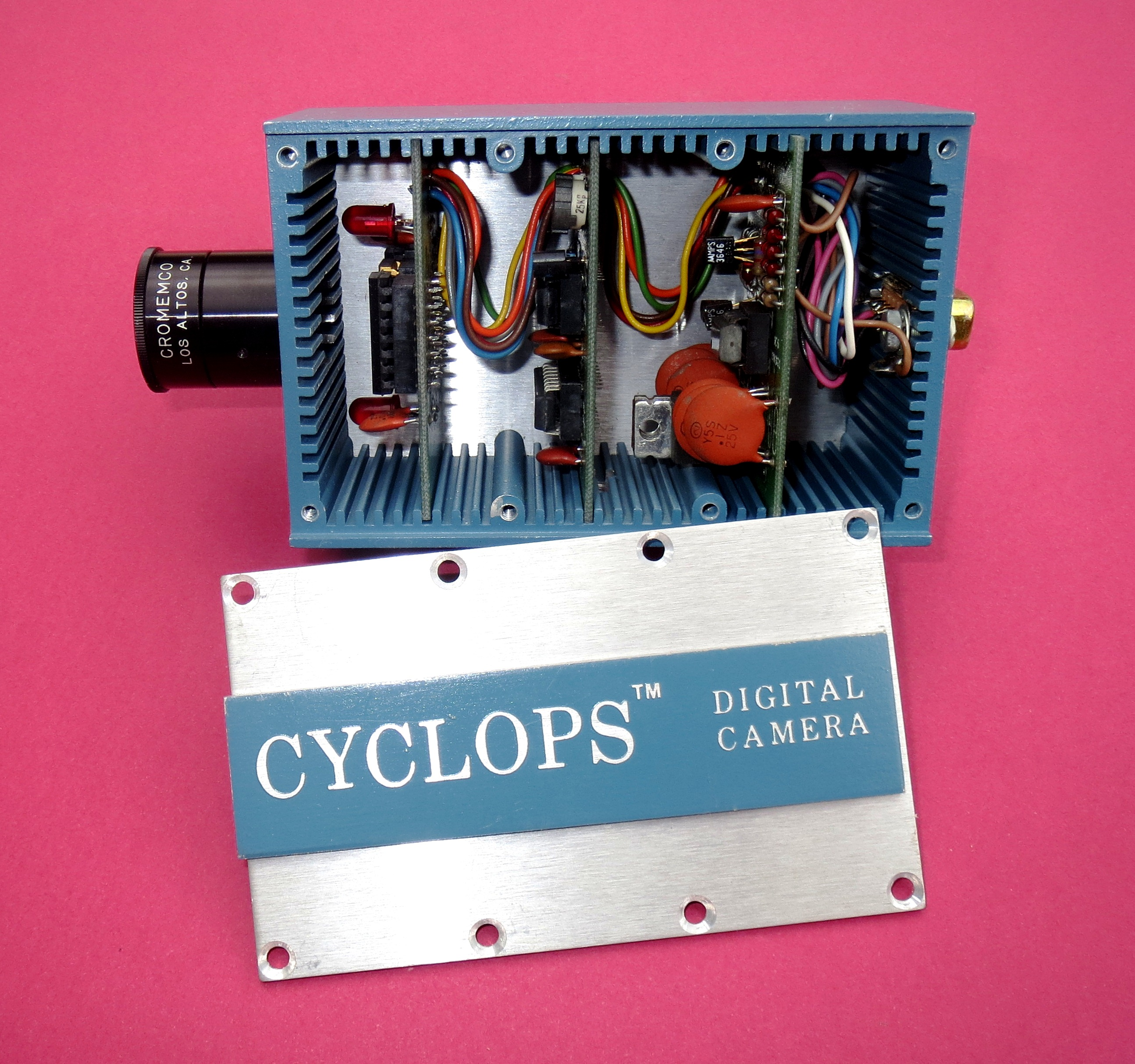
사이클롭스 전자는 세 개의 작은 회로 기판에 담겨 있었다. 첫 번째 기판에 있는 두 개의 빨간색 LED는 저조도 조건에서 센서의 배경 조명을 제공하는 바이어스 조명이다.

사이클롭스 카메라는 실제로 수정된 MOS 컴퓨터 메모리 칩인 혁신적인 이미지 센서를 사용했다. 칩의 불투명한 덮개를 제거하고 유리 덮개로 교체했다. 작동 이론은 원래 파퓰러 일렉트로닉스 기사에 설명되어 있다. 처음에는 32 × 32 배열로 구성된 1024개의 메모리 위치가 모두 1로 채워져 있었다. 이 메모리 셀에 빛이 비치면 내용이 0으로 변경된다. 빛이 강할수록 셀이 1에서 0으로 더 빨리 변경되었다.
사이클롭스는 25mm f2.8 D-마운트 렌즈를 사용하여 이미지를 센서 배열에 집중시켰다. 메모리 배열은 메모리 요소에 모든 1을 저장하기 위해 한 번 스캔되었다. 이어서 15번의 읽기 스캔이 빠르게 진행되었다. 가장 많은 입사광(즉, 그림의 가장 밝은 부분)을 받은 셀은 가장 빨리 1에서 0으로 변경되었다. 입사광이 거의 또는 전혀 없는 셀(즉, 그림의 가장 어두운 부분)은 전혀 변경되지 않았다. 따라서 일련의 스캔을 통해 사이클롭스는 이미지의 디지털 회색조 표현을 생성할 수 있었다.
사이클롭스에는 저조도 환경에서 감도를 높이는 데 사용할 수 있는 두 개의 바이어스 조명도 있었다. 이 조명은 수동으로 또는 컴퓨터 제어 하에 센서에 균일하고 낮은 수준의 빛을 비추도록 조정할 수 있었다. 일단 조정되면 사이클롭스는 저조도 상황에서도 이미지에서 가장 작은 양의 입사광에도 민감하게 반응했다.

## 유산
오늘날 고체 디지털 카메라는 어디에나 있다. 오늘날(2019년) 고해상도 디지털 카메라 센서는 4천만 개의 센서 요소(40 메가픽셀)를 포함할 수 있는데, 이는 사이클롭스의 0.001 메가픽셀 센서보다 40,000배 더 많다.